# Oluf Friis
Oluf Friis, född 20 mars 1894, död 27 augusti 1979, var en dansk litteraturhistoriker.
Friis blev candidatus magisterii 1921 och adjunkt vid Østre Borgerdyd i Köpenhamn samma år, var lärare i dansk litteraturhistoria vid Statens Lærerhøjskole 1922–1924 och från 1944, samt var lektor i danska språket och litteraturen vid Uppsala universitet 1924–1934. Friis utgav Emil Aarestrups och Christian Winthers dikter med inledningar och kommentar och Jylland i dansk Litteratur indtil Blicher (1929), Frederiksbergs Have (1935), Halvfemsernes Lyrikere (1937) och Den danske Litteraturs Historie, 1 (1945).